# 賽馬會耆智園
賽馬會耆智園（英語：Jockey Club Centre for Positive Ageing）由香港賽馬會慈善信託基金撥款於1997年成立，於2000年開始投入服務，邀請香港中文大學協助管理，為腦退化症患者提供服務，亦向患者家屬及業界同工提供服務及訓練，中心位於香港新界沙田亞公角街二十七號 。